# Barbier Maes
L’histoire du barbier Maes qui rase ses clients avec un éclat d’obus comme plat à barbe est un épisode du siège de Lille de 1792  longtemps très célèbre. Une rue du centre de la ville porte son nom.

## Biographie
Adrien Maes (Masse suivant son acte de décès) né à Aire-sur-la-Lys en 1761 marié en 1786 exerçait la profession de barbier perruquier rue du Vieux Marché aux Moutons lors du  bombardement de 1792. 
Cette rue qui a disparu dans  les bombardements de 1914 a été remplacée après les reconstructions des années 1920 par la partie de la rue du Molinel entre la rue des Augustins et la rue de Tournai. 
Elle était donc située à la limite entre les paroisses Saint-Sauveur et Saint-Maurice.
S’étant enrichi, il est devenu agent de change installé 118 rue de Paris et se serait ensuite ruiné.  
Il est mort à Lille 38 rue Basse le 30 avril 1823.

## L’épisode
Le barbier était dans sa boutique en train de raser un client quand une bombe frappa sa maison.
Il s’installe  dans la rue et, faute d’ustensile, il ramasse un éclat d’obus dont il fait un plat à barbe et rase en riant 14 citoyens.

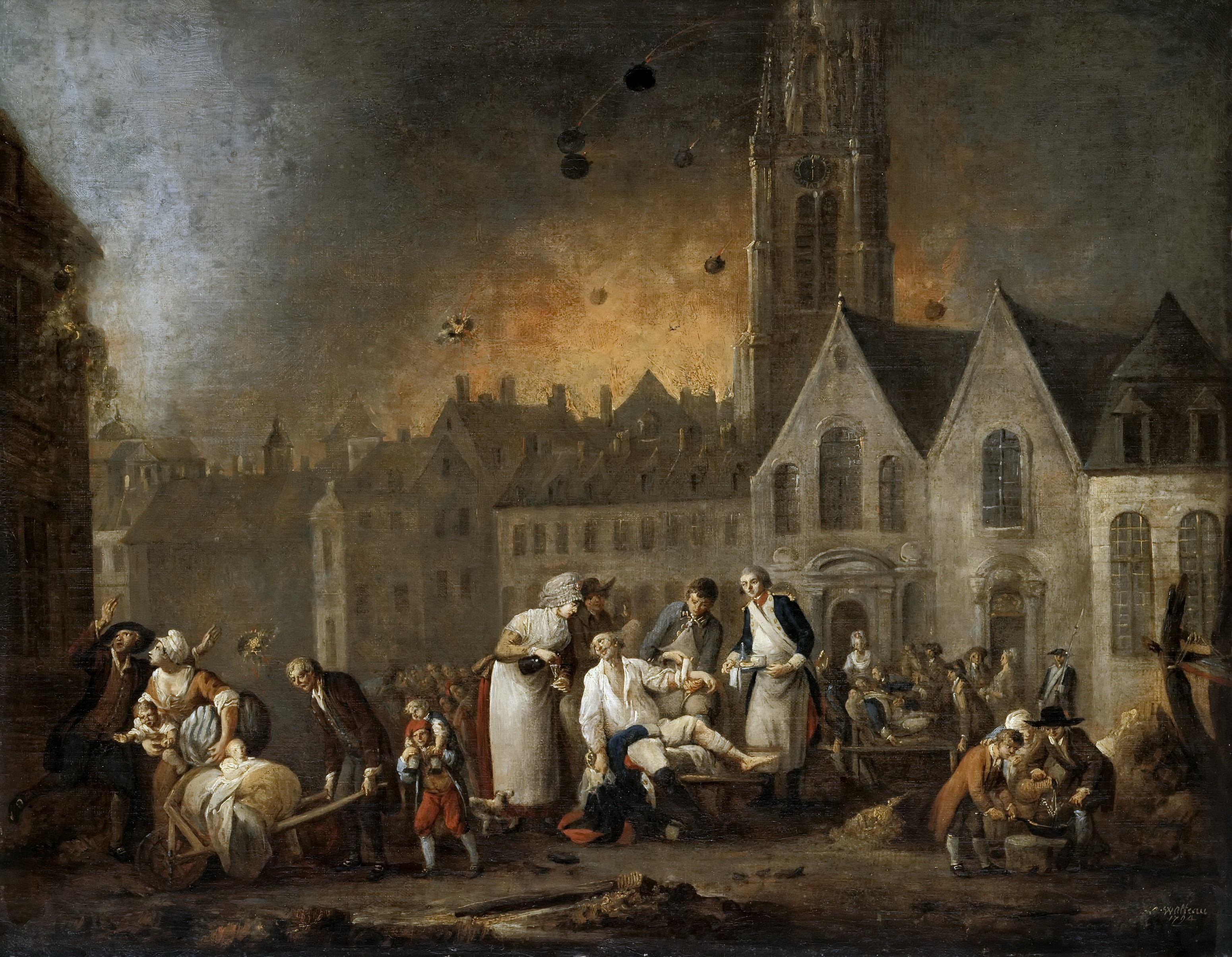
Siège de Lille 1792. Tableau de Louis  Watteau

## Postérité
Parmi d'autres actes de bravoure du siège de Lille de 1792, tel celui de Charlemagne Ovigneur, cet épisode qui symbolise l’attitude stoïque de la population pendant le siège est entré dans  la légende de Lille.
L’histoire un peu oubliée fut longtemps très connue et a inspiré des gravures, des tableaux, une opérette en 1858, le Siège de Lille, ou le Barbier Maes, épisode de 1792 de  Charles de Franciosi ,.
En 1882 un char lui est consacré dans un cortège historique et la rue du Prez est baptisée rue du Barbier Maes en  1883.
Un journal satirique hebdomadaire lillois Le Barbier Maes paraît de 1884 à 1886. Une étiquette de chicorée racontait l’histoire. Plusieurs chansons lui ont été consacrées.  
Celle du chansonnier Desrousseaux auteur du P’tit Quinquin est la plus marquante.  

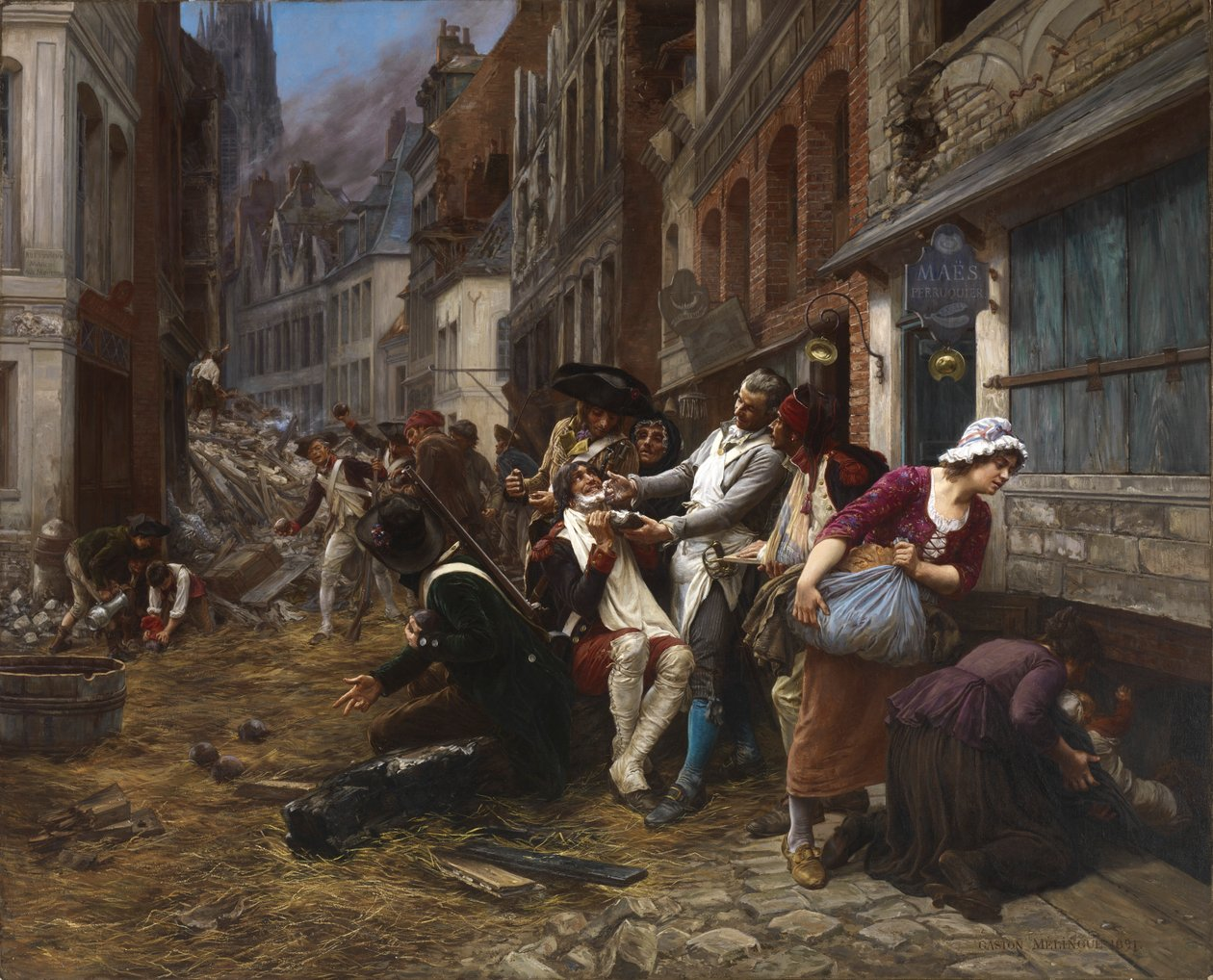
Peinture de Gaston Mélingue (1891)
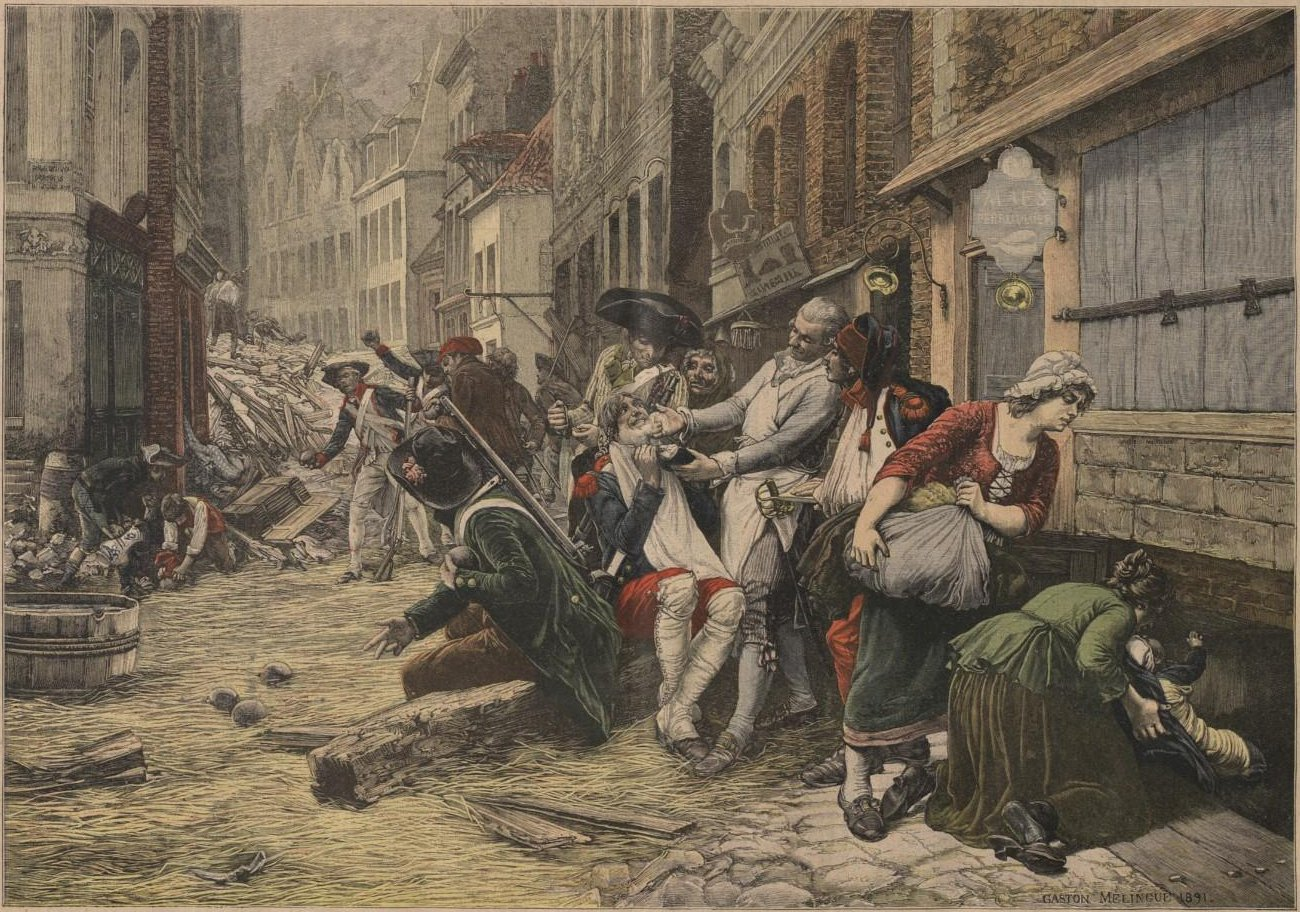
Gravure d'après Gaston Mélingue
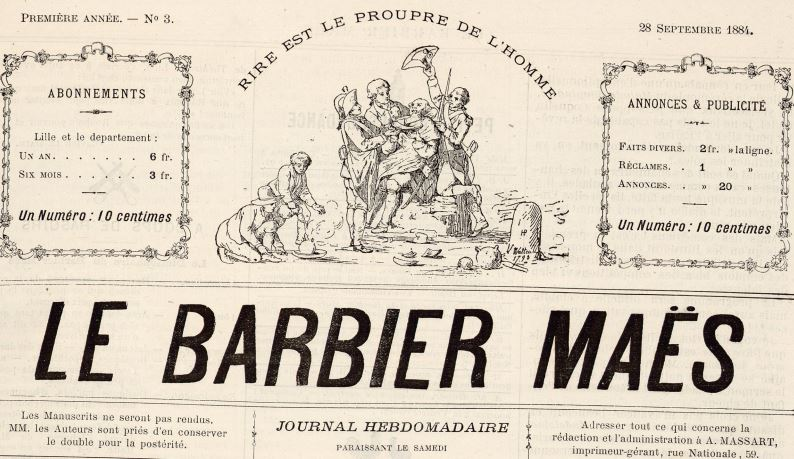
Journal  de 1884 Barbier Maes

## Le barbier Masse: chanson de Desrousseaux
Extrait du texte original en patois : typographie respectée.

« 
Au bombardemint d’Lille, 
On sait qu’sans s’faire de l’bile
Un brave, un gai guerrier
A montré l’ sang-froid d’un guerrier
De ch’l homme’, dijons l’histoire
Plein’ de drôlerie et d’gloire
Quoiqu’ connue elle a l’don 
D’amuser comme un biau feuilleton
Toudis, sans qu’on s’in lasse, 
Comme du Bombardemint,
Du joyeux Barbier Masse
On parle gaîmint
Il étot dins  s’ boutique
Barbifiant’ eun’ pratique
Quand eun’  bomb’ sans façon 
Vient tout fracasser dins s’mason
Peu contint d’cheull’ visite
I dit : « sortons bien vite !»
Et, vif comme un éclair, 
Etablit s’boutique in plein air.
Le v’là tout d’suite in plache,
Pour continuer s’n ouvrache
Comme i’ n’avot pus d’plat
D’un obus, i prin’ un éclat
I s’in sert , sans gauch’rie…
Chacun rit d’cheull drôlerie
Blaguant les Autrichiens,
I ras quatorze citoyens
On n’avot point d’gazette
Mais d’le Renommé’, l’trompette
Presque dins l’monde intier.
A vanté l’action du Barbier
On a fait des postures,
Des gravur ‘, des peintures
Pour conserver l’ portrait
De ch’ brav’ citoyen, trait pour trait.
 »

— Alexandre Derousseaux, Le barbier Masse volume 5 page 245 des œuvres complètes en patois
La suite de la chanson résume la vie du barbier après le siège. Sa célébrité lui avait assuré une clientèle ce qui l'avait enrichi lui permettant de s'établir agent de change. 
Desrousseaux le présente comme un personnage déplaisant peu conforme à sa légende. Il finit ruiné, vivant dans une pension tenue par sa femme.
Desrousseaux qui avait 3 ans à la mort du barbier n'a pu le connaître mais s'est documenté et semble en avoir entendu parler par son entourage.  
Traduction :
Au bombardement de Lille
On sait que sans se faire de bile
Un brave, un gai guerrier
A montré le sang-froid d’un guerrier
Racontons  l’histoire
Pleine  de drôlerie et de gloire
Quoique connue elle a le don 
D’amuser comme un beau feuilleton
Toujours, sans qu’on s’en lasse, 
Comme du Bombardement ,
Du joyeux Barbier Masse
On parle gaîment
Il était dans  sa boutique
Rasant un client
Quand une bombe sans façon 
Vient tout fracasser dans sa maison
Peu content de la visite
Il dit : « sortons bien vite !»
Et, vif comme l'éclair, 
Etablit sa boutique en plein air.
Le voilà tout de suite en place,
Pour continuer son ouvrage
Comme il n’avait plus de plat
D’un obus, il prend un éclat
Il s’en sert  sans gaucherie…
Chacun rit de cette drôlerie
Blaguant les Autrichiens,
Il rase quatorze citoyens
On n’avait pas de gazette
Mais la trompette de la renommée
Presque dans le monde entier.
A vanté l’action du Barbier
On a fait des portraits,
Des gravures , des peintures
Pour conserver le portrait
De ce  brave citoyen, trait pour trait.